# Caria melino
Caria melino is een vlindersoort uit de familie van de prachtvlinders (Riodinidae), onderfamilie Riodininae.
Caria melino werd in 1912 beschreven door Dyar.